# Franz Liebieg mladší
Franz Liebieg mladší, Franz Freiherr von Liebieg, uváděn též jako Franz Liebig (22. září 1827 Liberec – 9. prosince 1886 Vídeň), byl rakouský a český průmyslník a politik německé národnosti z rodiny Liebiegů, v 2. polovině 19. století poslanec Českého zemského sněmu a Říšské rady.

## Biografie
Pocházel z vlivné severočeské rodiny Liebiegů. Jeho otec Franz Liebieg (1799–1878) byl významným podnikatelem, stejně jako jeho strýc Johann Liebieg (1802–1870). V podnikání působil i jeho bratranec Heinrich Liebieg. Franz Liebieg mladší získal obchodnické vzdělání v tuzemsku i zahraničí a nastoupil roku 1845 do otcovy firmy, jejímž ředitelem se stal. Od roku 1859 zastával funkci viceprezidenta liberecké obchodní a živnostenské komory. Od roku 1862 zasedal v liberecké obecní samosprávě. Za své aktivity získal roku 1863 Řád Františka Josefa (rytířský kříž). V roce 1867 byl povýšen do šlechtického stavu (byl mu tehdy udělen Řád železné koruny 3. třídy), roku 1883 získal titul barona.
V 60. letech 19. století se zapojil i do zemské a celostátní politiky. Podle některých zdrojů již roku 1866 usedl na Český zemský sněm. V řádných zemských volbách v lednu 1867 byl zvolen v městské kurii (obvod Liberec) do Českého zemského sněmu. Mandát ve sněmu obhájil za týž obvod i v krátce poté vypsaných volbách v březnu 1867 a následujících zemských volbách v roce 1870.
Zasedal také v Říšské radě (celostátní zákonodárný sbor), kam ho vyslal zemský sněm roku 1868 (tehdy ještě Říšská rada nevolena přímo, ale tvořena delegáty jednotlivých zemských sněmů). 17. října 1868 složil poslanecký slib. Do vídeňského parlamentu se vrátil po změně ústavy, kdy uspěl v prvních přímých volbách do Říšské rady roku 1873, kdy byl zvolen za kurii městskou, obvod Liberec. A mandát obhájil za tento obvod i ve volbách do Říšské rady roku 1879. Rezignaci na poslanecký mandát oznámil na schůzi 30. listopadu 1880.
Profiloval se jako německý liberál (tzv. Ústavní strana). Na Říšské radě se v říjnu 1879 uvádí jako člen staroněmeckého Klubu liberálů (Club der Liberalen).
V 70. letech přesídlil do Vídně. Ke konci života již se neúčastnil politického dění, soustředil se na činnost ve své firmě a držel čestný post ředitele První rakouské spořitelny ve Vídni a členství ve správní radě Liberecké spořitelny. Byl aktivní v charitě a veřejně prospěšných institucích. Městu Liberec věnoval více než půl milionu zlatých. Díky jeho peněžnímu daru vyrostla následně i nová Liberecká radnice.